# Салахлы-Кенгерли
Салахлы-Кенгерли (азерб. Salahlı Kəngərli) — село в административно-территориальном округе села Бойахмедли Агдамского района Азербайджана.
Место рождения Национального героя Азербайджана — Ихтияра Гасымова.

## История
Согласно результатам Азербайджанской сельскохозяйственной переписи 1921 года, селение Салахлу Кенгерлы входило в состав Кабарда Бой Ахмедлинского сельского общества Джеванширского уезда Азербайджанской ССР. Население — 315 человек (58 хозяйств), преобладающая национальность — тюрки азербайджанские (азербайджанцы).
В ходе Первой карабахской войны, в 1993 году село было занято армянскими вооружёнными силами, и до ноября 2020 года находилось под контролем непризнанной НКР.
После Второй карабахской войны согласно трёхстороннему заявлению о прекращении огня, 20 ноября 2020 года Агдамский район был возвращён Азербайджану.
В декабре 2023 года началось восстановление села Салахлы Кенгерли.